# Dactuliothrips spinosus
Dactuliothrips spinosus är en insektsart som beskrevs av Dudley Moulton 1931. Dactuliothrips spinosus ingår i släktet Dactuliothrips och familjen rovtripsar. Inga underarter finns listade i Catalogue of Life.